# Lagamar
Lagamar este un oraș în Minas Gerais (MG), Brazilia.